# Knihtiskárna Karpner a syn
Knihtiskárna Karpner a syn je bývalá tiskárna v Praze-Holešovicích, která se nacházela na rohu ulic Za Viaduktem a U Topíren. Její budovy jsou v majetku Státní tiskárny cenin.

## Historie
Knihtiskárna Julius Karpner existovala v Jungmannově ulici v Praze již před výstavbou závodu v Holešovicích. V Holešovicích byla postavena podle návrhu Antonína Žižky roku 1912. Zřízení tiskárny a provozovny k výrobě účetních knih bylo povoleno 8. srpna téhož roku. Budova postavená na půdorysu písmene „V“ měla dvě postranní křídla, které spojovala zaoblená nárožní část. Postranní křídla tvořily provozní haly kryté železobetonovými stropy, které byly neseny sloupy. V nárožní zaoblené části se nacházely kanceláře a byt. Stavbu provedla firma B. Hollmann, železobetonové stavby. Do roku 1915 byla firmou Václava Nekvasila přistavěna nástavba patra do dvora.
V části areálu sídlila od roku 1939 dílna firmy V. Horčík, továrna neonových reklam (roku 1941 zanikla). Během 2. světové války budovy sloužily firmě Deutsche Druckerei in Prag (Německé tiskárny v Praze). Po znárodnění přešla firma pod n.p. Knihtisk.